# Some Great Videos
Some Great Videos este al doilea album video lansat de trupa britanică Depeche Mode precum și prima compilație video. Conține o parte dintre videoclipurile lansate între 1981-1985. Nu există nici aici și nicăieri pe un suport comercial următoarele clipuri: "See You", "The Meaning of Love", "Leave in Silence" și "Get the Balance Right". Are în plus un extras live al piesei "Photographic" de pe albumul video anterior, "The World We Live In and Live in Hamburg". Variantele americane conțin și videoclipul piesei "A Question of Lust".
Acest album video face parte din același pachet cu albumul-compilație "The Singles 81→85", deoarece o mare parte dintre cântecele de pe album au videoclipul aici.
Până acum nu a fost lansat pe DVD. Cea mai bună calitate este reprezentată doar pe variantele de pe LD (Laser Disc). Variantele originale sunt cele britanice sau japoneze. Dat fiind faptul că aparate care să citească LD se găsesc acum foarte rar, cel mai convenabil raport între calitate și conținut este reprezentat de ediția americană pe casetă video VHS.

## Ediții și conținut

### Ediții originale
Ediție comercială în Marea Britanie
- cat.# VVD 103 (album video pe casetă VHS, lansat de Virgin Video)

Ediții comerciale în Japonia
- cat.# SM058-3062 (album video pe Laser Disc, lansat de Virgin Video)
- cat.# BVLP-97 (album video pe Laser Disc, lansat de BMG), reeditare

1. "Just Can't Get Enough" (video)
2. "Everything Counts" (video)
3. "Love in Itself" (video)
4. "People are People (video - 12" version)
5. "Master And Servant" (video)
6. "Blasphemous Rumours" (video)
7. "Somebody" (video)
8. "Shake the Disease" (video)
9. "It's Called a Heart" (video)
10. "Photographic" (video - live in Hamburg, 1984)

Ediții comerciale în SUA
- cat.# 38124-3 (album video pe casetă VHS, lansat de Sire)
- cat.# 38124-6 (album video pe Laser Disc, lansat de Sire)

1. "Just Can't Get Enough" (video)
2. "Everything Counts" (video)
3. "Love in Itself" (video)
4. "People are People (video - 12" version)
5. "Master And Servant" (video)
6. "Blasphemous Rumours" (video)
7. "Somebody" (video)
8. "Shake the Disease" (video)
9. "It's Called a Heart" (video)
10. "Photographic" (video - live in Hamburg, 1984)
11. "A Question of Lust" (video)